# Rivière la Trêve
Pour les articles homonymes, voir La Trêve.
La rivière la Trêve est un affluent de la rivière Maicasagi située à Eeyou Istchee Baie-James, dans la région administrative du Nord-du-Québec, dans la province canadienne de Québec, au Canada.
Le cours de la rivière la Trêve traverse successivement les cantons de Daine et de Branssat.
Le bassin versant de la rivière La Trêve est accessible la route 113 reliant Lebel-sur-Quévillon à Chibougamau. Cette route passe à 16,3 km au Sud de l’embouchure du Lac la Trêve et passe au Sud du Lac Inconnu.
La surface de la rivière la Trêve est habituellement gelée du début novembre à la mi-mai, toutefois la circulation sécuritaire sur la glace se fait généralement de la mi-novembre à la mi-avril.

## Géographie
Les principaux bassins versants voisins de la rivière la Trêve sont :
- côté Nord : rivière Caupichigau, rivière Maicasagi, rivière Monsan, lac Capichigau ;
- côté Est : Lac Comencho, lac Opataca, lac la Trêve ;
- côté Sud : rivière Inconnue (rivière Maicasagi), Lac Inconnu, rivière Chibougamau ;
- côté Ouest : rivière Maicasagi, rivière Inconnue (rivière Maicasagi).

La rivière la Trêve prend sa source à l’embouchure d’un lac la Trêve (longueur : 34,1 km ; altitude : 337 m). L’embouchure de ce lac de tête est située à :
- 55,0 km au Sud de la limite Sud de la réserve faunique Assinica ;
- 19,7 km au Nord de l’embouchure de la rivière la Trêve (confluence avec la rivière Maicasagi) ;
- 71,9 km à l’Est de l’embouchure de la rivière Maicasagi (confluence avec le lac Maicasagi) ;
- 100,6 km à l’Est de l’embouchure du Lac au Goéland (rivière Waswanipi) ;
- 143,8 km à l’Est de l’embouchure du lac Matagami ;
- 302 km au Sud-Est de l’embouchure de la rivière Nottaway ;
- 156,3 km au Nord-Est du centre-ville de Matagami.

À partir du lac la Trêve, la « rivière la Trêve » coule sur 32,0 km selon les segments suivants :
- 4,4 km vers le Sud-Ouest en traversant quatre chutes, jusqu’à un ruisseau (venant du Sud) ;
- 6,4 km vers l’Ouest en formant deux courbes vers le Nord et en traversant des zones de marais, jusqu’au ruisseau Huguette (venant du Sud-Ouest) ;
- 2,9 km vers le Nord en formant une légère courbe vers l’Ouest, jusqu’à la rivière Caupichigau (venant du Nord) ;
- 7,3 km vers le Nord-Ouest en traversant une zone de marais en début de segment, jusqu’au ruisseau Branssat (venant du Sud) ;
- 6,5 km vers le Nord-Ouest, en formant une courbe vers le Nord-Est, jusqu’au ruisseau Veto (venant du Sud-Ouest) ;
- 4,5 km vers l’Ouest, jusqu’à son embouchure[2].

La « rivière La Trêve» se déverse dans un coude de rivière sur la rive Sud-Est de la rivière Maicasagi. De là, cette dernière coule vers l’Ouest, jusqu’à la rive Est du lac Maicasagi. Puis le courant traverse vers le Sud-Ouest par le Passage Max pour se déverser dans le lac au Goéland. Ce dernier est traversé vers le Nord-Ouest par la rivière Waswanipi qui est un affluent du lac Matagami.
L’embouchure de la rivière la Trêve située à :
- 47,5 km au Nord-Est de l’embouchure de la rivière Maicasagi (confluence avec le lac Maicasagi) ;
- 72,5 km au Nord-Est de l’embouchure du lac au Goéland (rivière Waswanipi) ;
- 88,0 km au Nord-Est de l’embouchure du Lac Olga (rivière Waswanipi) ;
- 18,3 km au Nord du centre du village de Waswanipi ;
- 120,3 km au Nord-Est du centre-ville de Matagami.

## Toponymie
Le toponyme "Rivière la Trêve" a été officialisé le 5 décembre 1968 à la Commission de toponymie du Québec, soit à la création de cette commission.